# Veseniće
Veseniće (cyr. Весениће) – wieś w Serbii, w okręgu raskim, w gminie Tutin. W 2011 roku liczyła 465 mieszkańców.